# Reshma Qureshi
Reshma Qureshi (née en 1996) est une mannequin indienne militant contre les attaques à l'acide en Inde. Après avoir rejoint l'association Make Love Not Scars (Faites l'amour, pas des cicatrices) elle a défilé pour la Fashion Week de New York en 2016.

## Biographie

### Enfance
Reshma Qureshi est la plus jeune enfant d'une famille originaire de l'Est de Bombay. Son père est un conducteur de taxi. La famille de huit enfants se partage un appartement de deux chambres. Reshma a suivi des études de commerce à l'école gouvernementale de la région d'Uttar Pradesh et a toujours été intéressée par le monde de la mode.

### Attaque à l'acide
En mai 2014, à seulement 17 ans, Reshma Qureshi a été attaquée à l'acide par son beau-frère. Selon Acid Survivors Trust International, entre 500 et 1000 agressions de ce type sont dénombrées chaque année en Inde. Le phénomène existe aussi en Asie du Sud-Est, en Afrique Sub-Saharienne et au Moyen-Orient.

#### Déroulement
La jeune femme prenait le train avec sa sœur, Gulshan, pour se rendre à Allahabad et passer un examen sur la compréhension du Coran. Un an plus tôt, Gulshan avait quitté son mari violent. Celui-ci refusait de renoncer à la garde de leur fils aîné. Gulshan l'a poursuivi en justice pour enlèvement d'enfant.
C'est donc le 19 mai, alors qu'elles étaient dans le train, que les deux femmes ont été abordées par l'ex-mari de Gulshan, accompagné de trois autres hommes. Le premier s'est précipité sur Reshma en brandissant une bouteille ouverte remplie d'un liquide clair, de l'acide sulfurique. Gulshan a été brûlée aux mains et dans le dos, Reshma quant à elle, a été défigurée.

#### Séquelles
Reshma Qureshi a été défigurée par cette attaque à l'acide. Son visage est brûlé. Elle a perdu l'usage d'un œil et l'autre ne fonctionne que partiellement. Les opérations chirurgicales ont couté 7.500$ à la famille. En juillet 2013, la Cour Suprême annonçait que les compensations aux victimes d'attaques acides devait s'élever à 4.500$ et être versées dans les quinze jours qui suivent l'incident. Or après sept mois Reshma n'avait toujours pas perçu d'aide.
Dans les mois qui suivirent l'attaque Reshma est tombée en dépression. Sa première réaction fut de se couper du reste du monde. Elle souffrait de trouble du sommeil. Elle avoue avoir songé au suicide. Finalement, c'est un rendez-vous avez Ria Sharma, la fondatrice de l'ONG Make Love Not Scars, qui transformera la vie de Reshma Qureshi et lui permettra de lancer une campagne de financement participatif pour financer ses dépenses hospitalières.

## Lutte contre les attaques acides

### Mannequinat
Reshma Qureshi a commencé sa carrière de mannequin lors de la campagne en ligne #EndAcideSale (Fin de la vente d'acide). Cette campagne avait pour objectif d'interdire la vente d'acide en libre accès.
En septembre 2016, la société FTL Moda a permis à Reshma de défiler lors de la Fashion Week de New York. Ce jour-là elle portait une création d'Archana Kocchar. Selon Reshma, « Ce défilé a été important pour moi car de nombreuses femmes ont aussi survécu à des attaques acides et partagent mon histoire. Cela devrait leur donner du courage. Ce défilé permet de montrer à ceux qui jugent les gens seulement par leur physique que l'on ne devrait pas juger un livre à sa couverture. Vous devriez regarder chaque personne à travers les mêmes yeux. »

### Activisme
L'engagement de Reshma passe par différents médias. Sur YouTube elle réalise des tutoriels de beauté dans lesquels elle rappelle qu'il faut deux minutes pour mettre du rouge-à-lèvre et seulement trois secondes pour dévisager quelqu'un à vie.
Reshma travaille aussi en tant que présentatrice radio. Elle souhaite, par ce média, que sa voix se diffuse en Inde mais aussi et surtout dans le monde entier.